# Ludwik Michalski (elektrotechnik)

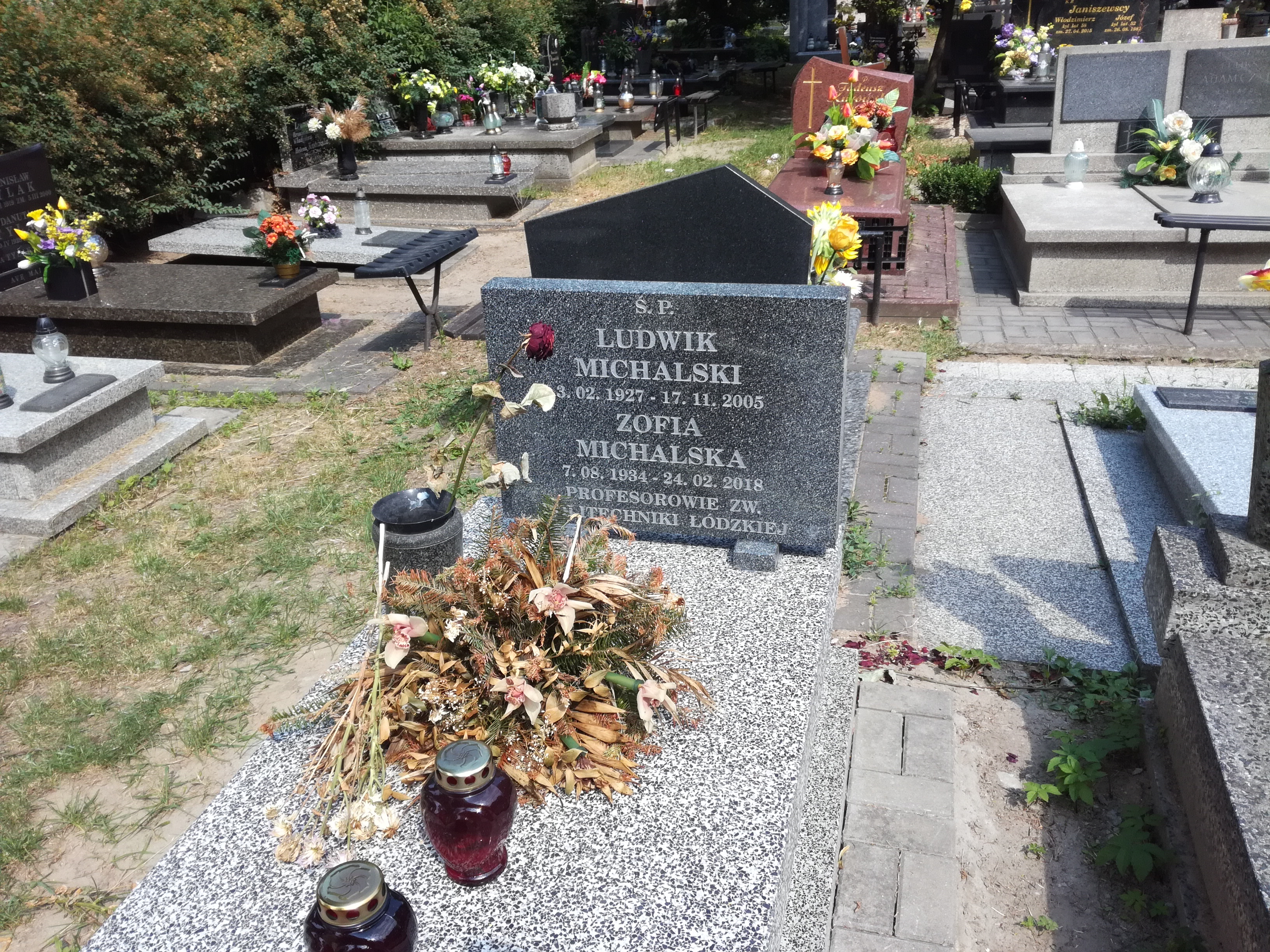
Grób profesora Ludwika Michalskiego na cmentarzu komunalnym Doły

Ludwik Michalski (ur. 3 lutego 1927 w Grodnie, zm. 17 listopada 2005 w Łodzi) – polski specjalista w dziedzinie elektrotermii, profesor Politechniki Łódzkiej.

## Życiorys
Uczęszczał do Gimnazjum im. Tadeusza Reytana w Warszawie. Po powstaniu warszawskim został wywieziony do Niemiec, skąd powrócił do Polski w sierpniu 1945. W 1949 ukończył studia na Wydziale Elektrycznym Politechniki Łódzkiej (dyplom magistra inżyniera), gdzie w 1950 rozpoczął pracę. W 1978 uzyskał tytuł profesora nadzwyczajnego, a w 1991 profesora zwyczajnego.
W latach 1972–1989 był zatrudniony na stanowisku zastępcy dyrektora Instytutu Elektroenergetyki Politechniki Łódzkiej, a od 1989 kierownika Katedry Elektrotermii. W 1999 przeszedł na emeryturę.
Specjalizował się w dziedzinie elektrotermii oraz pomiarach i regulacji temperatury. Jego dorobek naukowy to ponad sto publikacji naukowych oraz współautorstwo sześciu książek. Wypromował 9 doktorów.
Był przewodniczącym Polskiego Komitetu Elektrotermii SEP, Sekcji Pomiarów Temperatury SEP oraz członkiem Komitetu Studiów „Badania i Nauczanie” Międzynarodowej Unii Elektrotermii UIE w Paryżu oraz Komitetu T12 „Pomiary Temperatury” IMEKO.
Pochowany na łódzkim cmentarzu komunalnym Doły (kw. XXIX-9-1).

## Odznaczenia
- Krzyż Kawalerski Orderu Odrodzenia Polski[1]
- Złoty Krzyż Zasługi[1]
- Medal Komisji Edukacji Narodowej[1]
- Medal im. prof. Mieczysława Pożaryskiego[1]
- Złota Odznaka Honorowa SEP[1]
- Srebrna Odznaka Honorowa SEP[1]
- Srebrna Odznaka Honorowa NOT[1]
- Odznaka „Zasłużony dla Politechniki Łódzkiej”[1]